# Mary Meeker

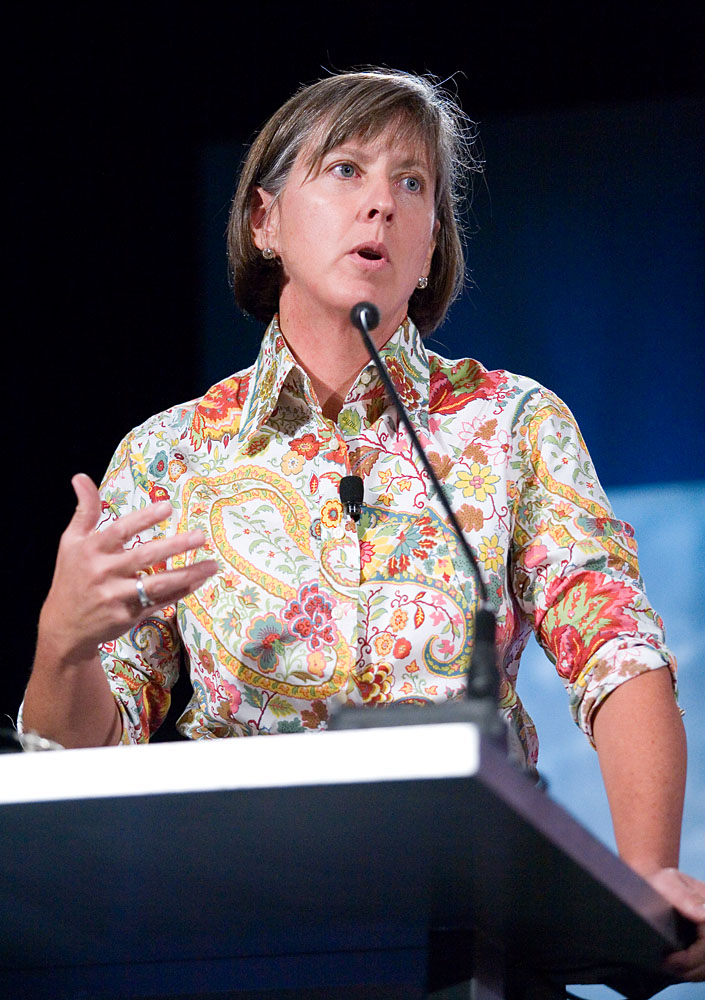
Mary Meeker 2005

Mary Meeker (* September 1959 in Portland (Indiana)) ist eine US-amerikanische Wertpapieranalystin und Fonds-Managerin von Risikokapital. Sie befasst sich vor allem mit dem Internet und neuen Technologien. Sie ist Gründerin und Partnerin bei BOND Capital, einer Risikokapitalgesellschaft mit Sitz in San Francisco. Zuvor war sie Partnerin bei Kleiner Perkins in Menlo Park.

## Leben
Mary G. Meeker wuchs in Portland im US-amerikanischen Bundesstaat Indiana auf. Dort besuchte sie die Jay County High School. Das Hochschulstudium in Psychologie schloss sie 1981 als Bachelor an der DePauw University ab, welche mehrheitlich von Frauen besucht wird. Später folgte ein Finanzstudium an der Business School der Cornell University mit Abschluss Master of Business Administration (MBA) in 1986.
Nach dem Erststudium trat Meeker 1982 bei der Bank Merrill Lynch ein und wurde Aktienhändlerin. Nach dem Zweitstudium als MBA arbeitete sie bei den Wertschriftenhäusern Salomon Brothers und Cowen als Analystin, bevor sie 1992 zur Bank Morgan Stanley in New York City wechselte.
Ihre weltweite Bekanntheit erlangte sie als Wertpapieranalystin von Unternehmen, zuerst von Personal Computern und Softwarefirmen und dann vor allem im gesamten Bereich des Internets. Ende 1995 veröffentlichte sie erstmals zusammen mit Kollegen von Morgan Stanley den sogenannten Internet Report, welcher sogar in Buchform erschien. Sie wurde in den 1990er-Jahren Queen of the Net genannt. Während der Internetblase gegen Ende der 1990er-Jahre gehörte sie zu den Bankanalysten, welche viele Internetfirmen hochgejubelt und so zu extremen Bewertungen beigetragen haben. Als nach Platzen dieser Blase solche Bankanalysten hart kritisiert wurden, überlebte sie diese Übergangszeit im Gegensatz zu ihrem Berufskollegen Henry Blodget relativ unbeschadet. In den Folgejahren wurde sie zur Leiterin des Morgan Stanley Global Technology Research Teams ernannt, bevor sie 2010 zur Risikokapitalfirma Kleiner Perkins Caulfield & Byers übertrat. Dort setzte sie ihre Arbeit als Partnerin dieser bekannten Venture Capital Company im Silicon Valley fort. Ihre jährlichen Präsentationen von Internet-Trends wurden weiterhin beachtet.
Meeker verließ 2018 Kleiner Perkins, um ihre eigene Risikokapitalfirma Bond Capital zu gründen. Sie konnte bis 2021 bereits zwei Fonds mit insgesamt 2,2 Milliarden US-Dollar zugesichertem Kapital für Anlagen durch die Firma Bond Capital sichern. Mehrere frühere Mitarbeiter von Kleiner Perkins haben sich dem Team von Meeker bei Bond Capital angeschlossen. Die Fonds sind bereits in etwa 20 Unternehmen investiert.

## Auszeichnungen
- 2000 Ehrendoktorin der DePauw University